# Drymonia
Genre
Le genre Drymonia regroupe des lépidoptères (papillons) de la famille des Notodontidae.
NB : homonymie avec Drymonia Martius 1829 : genre de plantes de la famille des Gesneriaceae.

## Liste des espèces
Selon BioLib (17 novembre 2018) :
- Drymonia dodonaea (Denis & Schiffermüller, 1775) — Triple tache.
- Drymonia dodonides (Staudinger)
- Drymonia obliterata (Esper, 1785) — Ardoisée.
- Drymonia querna (Denis & Schiffermüller, 1775) — Demi-lune blanche ou Bombyx druide.
- Drymonia ruficornis (Hufnagel, 1766) — Bombyx chaonien ou Demi-lune noire.
- Drymonia velitaris (Hufnagel, 1766) — Voile.